# هنري بيرلينر
هنري بيرلينر (بالإنجليزية: Henry Berliner)‏ هو مهندس فضاء جوي أمريكي، ولد في 13 ديسمبر 1895 في واشنطن العاصمة في الولايات المتحدة، وتوفي في 1 مايو 1970.